# Asociația Club Fotbal Gloria 1922 Bistrița
L'Asociația Club Fotbal Gloria 1922 Bistrița è stata una società calcistica rumena con sede a Bistrița.
Nella sua bacheca figura la Coppa di Romania, vinta nel 1994; tale alloro le consentì di partecipare alla successiva edizione di Coppa delle Coppe dove venne eliminata al primo turno dal Real Saragozza, poi vincitrice della manifestazione.
Nel 1996 prese parte di nuovo alla Coppa delle Coppe (stavolta in qualità di finalista della Coppa di Romania) venendo eliminata al primo turno dalla Fiorentina.
Ha preso parte a svariate edizioni della Coppa UEFA e ha giocato nel Secondo Turno dell'Intertoto 2003 contro il Brescia, perdendo.
Nella stagione 2007-2008 è giunta in finale di Coppa Intertoto, dove è stata eliminata dall'Atlético Madrid con la regola dei gol fuori casa: nella gara di andata i rumeni hanno battuto a Bistrița l'Atlético Madrid per 2-1, ma sono stati sconfitti per 1-0 in Spagna.

## Palmarès

### Competizioni nazionali
- Coppa di Romania: 1

1993-1994
- Cupa Ligii: 1

2000

### Altri piazzamenti
- Campionato rumeno:

Terzo posto: 2002-2003
- Coppa di Romania:

Finalista: 1995-1996
Semifinalista: 1981-1982, 1992-1993, 2003-2004, 2010-2011
- Supercoppa di Romania:

Finalista: 1994
- Liga II:

Secondo posto: 2011-2012 (Serie II)
- Coppa Intertoto UEFA:

Finalista: 2007

## Organico

### Rosa 2009-2010
| N. |                       | Ruolo | Calciatore        |
| -- | --------------------- | ----- | ----------------- |
| 1  | Romania (bandiera)    | P     | Patru Turcas      |
| 2  | Romania (bandiera)    | C     | Ciprian Petre     |
| 3  | Romania (bandiera)    | D     | Marius Ciuca      |
| 4  | Romania (bandiera)    | D     | Valentin Năstase  |
| 5  | Romania (bandiera)    | D     | Gabriel Velcovici |
| 7  | Romania (bandiera)    | A     | Cristian Coroian  |
| 8  | Portogallo (bandiera) | A     | Emanuel Diogo     |
| 9  | Senegal (bandiera)    | C     | Souleymane Keita  |
| 10 | Romania (bandiera)    | C     | Lucian Sânmărtean |
| 11 | Romania (bandiera)    | A     | Csaba Borbely     |
| 12 | Romania (bandiera)    | P     | Ciprian Botoser   |
| 14 | Romania (bandiera)    | C     | Sebastian Achim   |

| N. |                    | Ruolo | Calciatore        |
| -- | ------------------ | ----- | ----------------- |
| 15 | Romania (bandiera) | C     | Paul Anton        |
| 16 | Romania (bandiera) | C     | Alexandru Mandea  |
| 17 | Romania (bandiera) | C     | Robert Saceanu    |
| 18 | Romania (bandiera) | D     | Cosmin Frăsinescu |
| 19 | Romania (bandiera) | D     | Sorin Iodi        |
| 20 | Romania (bandiera) | D     | Sergiu Homei      |
| 21 | Romania (bandiera) | A     | Tibor Moldovan    |
| 22 | Romania (bandiera) | P     | Calin Albut       |
| 23 | Romania (bandiera) | D     | Alexandru Vagner  |
| 24 | Romania (bandiera) | A     | Ioan Hora         |
| 25 | Romania (bandiera) | C     | Danut Sabou       |
| 26 | Romania (bandiera) | C     | Andrei Enescu     |
| 27 | Romania (bandiera) | D     | Dinu Sanmartean   |
| 28 | Romania (bandiera) | A     | Calin Tarnavean   |
| 29 | Romania (bandiera) | A     | Razvan Neagu      |
| 30 | Romania (bandiera) | C     | Liviu Băjenaru    |

## Stagioni passate
- Stagione 2012-2013